# Friedrich VII. (Toggenburg)

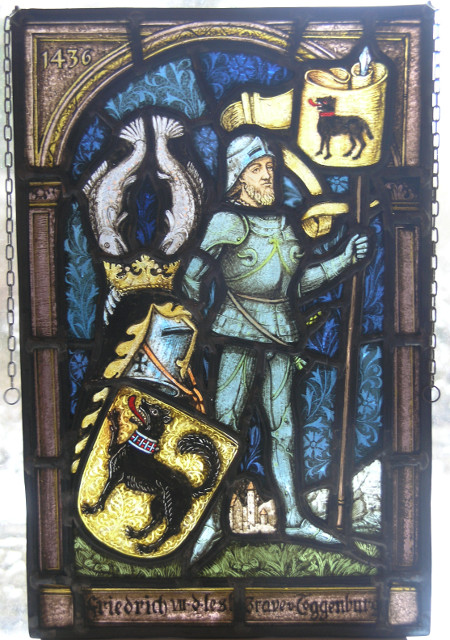
Graf Friedrich VII. von Toggenburg (historisierende Darstellung)

Friedrich VII. von Toggenburg (* um 1370 auf der Burg Solavers bei Grüsch; † am 30. April 1436 auf der Schattenburg in Feldkirch) war als Graf von Toggenburg der letzte Vertreter der Grafschaft Toggenburg.
Bekanntheit und besondere Bedeutung erlangte er in seiner insgesamt 49 Jahre währenden Herrschaft – davon 36 als alleiniger Fürst seines Hauses – aufgrund seiner erfolgreichen Territorialpolitik sowie durch das Fehlen eines rechtsgültigen Testaments, was nach seinem Tod und dem damit verbundenen Zusammenbruch der Herrschaft Toggenburg einer der Auslöser für den Alten Zürichkrieg (1439–1446) war.

## Frühes Leben

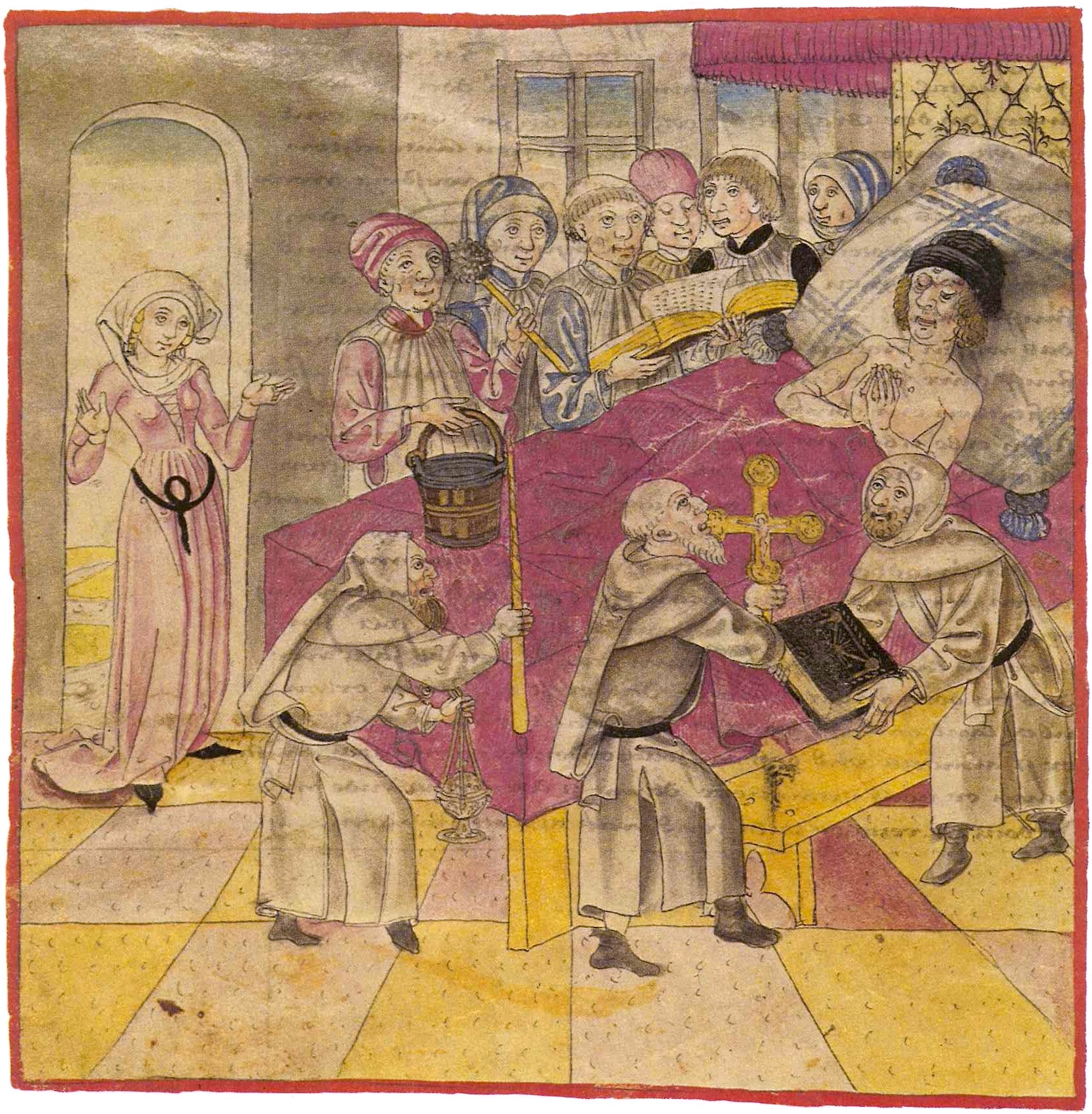
Graf Friedrich VII. von Toggenburg auf dem Sterbebett, 1436. Links im Bild seine Frau Elisabeth. Amtliche Berner Chronik, Diebold Schilling, 1484

Graf Friedrich VII. von Toggenburg wurde um 1370 auf der Burg Solavers bei Grüsch (Gemeindegebiet Seewis) im Prättigau geboren, wo er auch seine Jugendjahre verbrachte. Er war der Sohn des Grafen Diethelm VI. von Toggenburg (* um 1353; † 1385) aus dessen Ehe mit Katharina von Werdenberg-Heiligenberg (* um 1374; † nach 1439), der auch seine Schwester Ita († 1414) entstammte.
Nach dem Tod von Friedrichs Vater Diethelm VI. 1385 übernahm dessen Bruder Donat I. von Toggenburg (* um 1353; † 1400) die Regierungsgeschäfte allein, doch ging die Erbfolge 1387 offiziell an Donats Neffen Friedrich über, da Donat selbst lediglich zwei Töchter hatte.
Im Zuge des Sempacherkriegs (1386–1389) ergriffen die beiden Toggenburger Grafen Partei für die Habsburger, indem sie mit ihnen ein Bündnis eingingen. Der gemeinsame Krieg gegen die Eidgenossen, insbesondere der Krieg gegen die Leute der Talschaft Glarus 1388, endete in einem Desaster: Das von Friedrichs Onkel Donat geführte Ritterheer aus habsburgischen Adligen und Vasallen wurde von den Glarnern in der Schlacht bei Näfels am 9. April 1388 entscheidend geschlagen. 1389 erfolgte ein siebenjähriger Waffenstillstand, welcher 1394 in einen Friedensvertrag zwischen Herzog Albrecht III. von Habsburg-Österreich und den Eidgenossen auf 20 Jahre mündete.
1391 ehelichte Friedrich VII. Elisabeth von Matsch, wodurch es Friedrich gelang, den langjährigen Konflikt mit den Freiherren von Matsch, deren Machtzentrum im Vinschgau lag, über die Herrschaftsanteile an den beiden Gerichten Schiers und Castels im mittleren Prättigau beizulegen und zu seinen Gunsten zu entscheiden.
1392 gaben die beiden Grafen die 14 Jahre währende Pfandschaft über die Herrschaft Rapperswil an die Herzöge von Habsburg zurück.

### 1394–1400: Toggenburgische Hausteilung
Zwischen Donat und Friedrich VII. wurde 1394 eine Hausteilung vereinbart; dies war in der toggenburgischen Territorialgeschichte ein einzigartiger Vorgang, die Vorgänger vermieden einen solchen Schritt stets. Donat wollte seiner Tochter Kunigunde von Monfort (* um 1387; † 1426), die mit Wilhelm VII. von Montfort († 1422) verheiratet war, einen Teil des toggenburgischen Erbes sichern, da er – zurecht, wie sich später zeigte – befürchtete, Friedrich würde ihr und ihrem Ehemann nach deren Tod das Erbe streitig machen. Zudem liess er Friedrich eine Erklärung verfassen, die hergebrachten Rechte in den toggenburgischen Besitzungen zu wahren und ging mit den Habsburgern ein Schutz- und Trutzbündnis ein, in der Hoffnung, so die Erbfolge sicherzustellen.
Die toggenburgischen Besitzungen wurden folgendermassen geteilt: Donat erhielt die Stammgüter im heutigen Toggenburg sowie die Besitzungen im heutigen Kanton Thurgau, namentlich die Vogtei Tannegg über das Kloster Fischingen, die Burgen Spiegelberg und Griesenberg sowie die Freivogtei Eggen. Es gelang ihm zudem, 1395 die Vogtei über das Kloster (Alt-)St. Johann und die Burg Starkenstein käuflich zu erwerben und so die Besitzungen im heutigen Obertoggenburg abzurunden.
Friedrich VII. erhielt die Grafschaft Uznach, die Obere March, die bündnerischen Gebiete aus der vazischen Erbschaft seines Grossvaters Friedrich V., Wildenburg im Obertoggenburg sowie sämtliche heute im Kanton Zürich liegenden Gebiete, namentlich die Grafschaft Kyburg, die Herrschaft Greifensee und den Hof Erlenbach. Am 20. September 1400 ging Friedrich ein erstes Burgrecht mit der Stadt Zürich ein und verkaufte den Zürchern im gleichen Jahr den Hof Erlenbach.

## 1400–1402: Regierungsübernahme und Toggenburgisch–Montfortische Fehde
Nach Donats Tod im November 1400 ging dessen Erbe planmässig an Wilhelm VII. von Montfort und Friedrichs Cousine Kunigunde, weswegen Wilhelm Ansprüche auf einen Teil des Toggenburgs erhob. Wie von Donat vorausgesehen, focht Friedrich VII. diese an und versuchte durch einen zweijährigen Raub- und Plünderungskrieg die Übergabe des Erbes seines Onkels zu verhindern. Er bestätigte er den Untertanen im Toggenburg, denen die montfortische Herrschaft ohnehin ein Dorn im Auge war, ihre umfangreichen Freiheitsrechte, um sie für sich zu gewinnen. Die Herzöge von Habsburg hielten sich in diesem Konflikt zurück, da der Toggenburger als zahlungskräftiger Financier galt und sie diesen anscheinend nicht verprellen wollten.
1402 gelang nach langen Verhandlungen auf Vermittlung des Konstanzer Bischofs Marquard von Randegg durch einen Vergleich die Beilegung des Konflikts. Wilhelm und Kunigunde erhielten die Vogtei Tannegg (die später durch Bischof Albrecht Blarer ausgelöst wurde), die Burgen im Thurgau sowie die Grafschaft Kyburg und wurden mit einer einmaligen Barsumme von 4000 Rheinischen Gulden abgefunden; die restlichen Besitzungen, inklusive der toggenburger Stammlande, verblieben in Friedrichs Besitz.
Die 1369 von den Herren von Landenberg übernommene Pfandschaft der Herrschaft Greifensee, welche seit dem Vergleich mit den Montfortern geographisch isoliert war und Friedrich offenbar auch wenig wichtig erschien, wurde ebenfalls 1402 für 18 Jahre der Stadt Zürich verkauft. Da Friedrich sie nie wieder auslöste, verblieb Greifensee ab 1420 endgültig in zürcherischen Besitz.

## 1401–1408: Appenzellerkrieg Teil 1: Offizielle Neutralitätswahrung

### 1405–1406: Friedrich VII. als Militärunternehmer

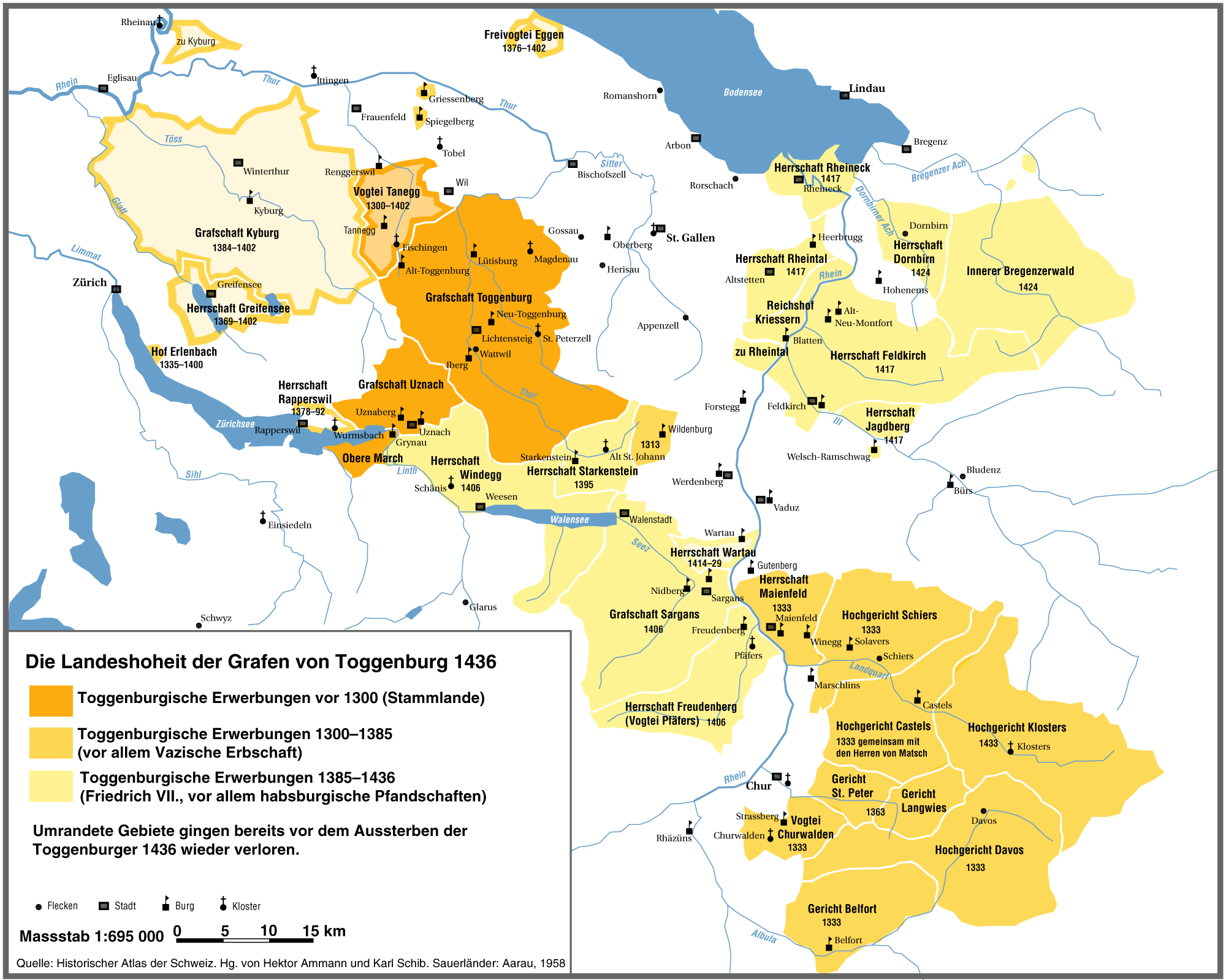
Die Landeshoheit der Toggenburger bis 1436; die am hellsten gefärbten Gebiete stellen die Erwerbungen unter Friedrich VII. dar

Im Zuge des ab 1401 einsetzenden Appenzeller Kriegs, der eine grosse Unsicherheit im ostschweizerischen Raum, in Vorarlberg, Tirol und im Allgäu auslöste, nahm Friedrich VII. eine recht ambivalente Haltung ein und verfolgte primär seine eigenen Interessen. Für 1000 Gulden Sold verdingte er sich nach der Schlacht am Stoss im Juni 1405 bis 1406 als Condottiere in österreichischen Diensten, doch blieb die Grafschaft Toggenburg im Krieg offiziell neutral. Am 1. Juni 1405 erneuerte Friedrich das 1400 geschlossene Burgrecht mit Zürich auf 18 Jahre.
Trotz seines Engagements für Herzog Friedrich IV. von Tirol führte er die gegnerischen Truppen des von den Appenzellern und St. Gallen am 15. September gegründeten Bundes ob dem See, dem sich neben seinen Toggenburger Untertanen auch die Bürger Feldkirchs anschlossen, im Herbst 1405 zur Belagerung der Feldkircher Schattenburg an. Diese wurde von Heinrich Walter von Ramschwag mit 38 Mann verteidigt. Es gelang, oberhalb der Burg Bliden (schwere Katapulte) aufzustellen, und nach 18 –wöchiger Belagerung und Dauerbeschuss musste von Ramschwag am 29. Januar 1406 kapitulieren. Die Burg wurde niedergebrannt und zwei Jahre später wieder aufgebaut.

### 1406–1407: 1. Territoriale Expansion: Übernahme der Habsburgischen Pfandschaften
Am 8. Mai 1406 sicherte Friedrich die Neutralität seiner Herrschaft durch einen von Zürich vermittelten Friedensvertrag mit dem Bund ob dem See, der am 8. Dezember 1407 (wiederum mit Hilfe Zürichs) bestätigt wurde. Durch seine Politik, die einen Mittelweg zwischen seinen Herrschaftsleuten, den Eidgenossen sowie der Fürstabtei St. Gallen und Österreich darstellte, gelang es ihm, seinen Herrschaftskomplex erheblich zu erweitern. Die ständig in Geldnöten steckenden Herzöge Friedrich IV. und Leopold IV. von Habsburg veräusserten dem bekannten Geldgeber Friedrich am 12. März/12. Mai 1406 die Pfandschaften ihrer sämtlichen umfangreichen Besitzungen um den Walensee. Dies waren namentlich die Herrschaft Windegg, die Grafschaft Sargans, die Herrschaften Nidberg und Freudenberg (Kloster Pfäfers) sowie ihre Besitzungen in Churwalden, wodurch diese österreichischen Pfänder vor der Verwüstung im Krieg bewahrt wurden. Dadurch erhielt Friedrich eine direkte Verbindung mit den vazischen Talschaften in Graubünden und die Grafschaft Toggenburg stellte erstmals ein geschlossenes Herrschaftsgebilde dar. Wirtschaftlich war insbesondere die Grafschaft Sargans mit seinem Eisenbergwerk inklusive Schmelzofen von besonderer Bedeutung; das abgebaute Eisenerz wurde weiter unten im Tal verhüttet. Eine weitere wichtige Einnahmequelle stellten auch die Zölle, Weg- und Brückengelder dar.

### 1408–1414: Frieden und Bündnisse
Nach der Schlacht bei Bregenz und der Auflösung des Bundes ob dem See 1408 endeten die Appenzellerkriege (vorläufig). Am 8. Mai 1410 schloss Friedrich mit den Appenzellern ein Bündnis, einerseits zur Friedenssicherung in der Region, andererseits um seine Forderungen auf die Herrschaften Feldkirch, Rheineck und Rheintal gegen die Herzöge von Österreich durchzusetzen, was vorerst nicht gelang, da diese sich in dieser Zeit gerade wieder im Rheintal festsetzten. Die Appenzeller ihrerseits schlossen 24. November 1411 zur Stärkung ihrer Position einen unbefristeten Schutzvertrag mit den Eidgenössischen Orten (ohne Bern).
Am 28. Mai 1412 ersetzten die Eidgenossen und Habsburg ihren seit 1394 bestehenden 20-jährigen in einen weiteren 50-jährigen Friedensvertrag, wonach sich der Einfluss der Eidgenossen in der Ostschweiz verfestigte; Friedrich VII. ging in der Folge zu den Habsburgern zunehmend auf Distanz.
1414 erwarb Friedrich von den von Rudolf von Werdenberg die Herrschaft Wartau, jedoch gab er diese bereits 15 Jahre später an seinen Schwager Graf Bernhard von Thierstein weiter, der das Burgrecht von Zürich annahm und die Festung Wartau der Stadt zu deren Nutzung übergab.

## 1415–1424: Erwerbungen im Zuge der Ächtung von Herzog Friedrich IV. am Konzil von Konstanz
1415 wurde Herzog Friedrich IV. von Österreich aufgrund dessen Parteinahme für den Gegenpapst Johannes XXIII. († 1419), dem er zur Flucht vom Konstanzer Konzil in die Festung Munot in Schaffhausen verhalf, von König Sigismund von Luxemburg geächtet, vom Konstanzer Bischof Otto III. von Hachberg in Bann gesetzt und seines Besitzes für verlustig erklärt. An dem ab 1414 tagenden Konzil, das zu dem Zweck geschaffen war, das Abendländische Schisma zu beenden, nahm auch Friedrich VII. mit seinem Gefolge von 200 Rittern teil, was seine Machtfülle und seinen Reichtum zum Ausdruck bringen sollte.
Gegen den Herzog wurde der Reichskrieg erklärt und die Nachbarn der Habsburger – darunter Friedrich VII. sowie auch die Acht Alten Orte der Eidgenossenschaft – wurden in der Folge durch umherstreifende Boten vom König aufgefordert, die Ländereien des Herzogs zu Handen des Reichs zu annektieren.
Zunächst zögerte Friedrich und versuchte mit Verweis auf den seit 1412 bestehenden 50-jährigen Friedens Habsburgs mit den Eidgenossen mit letzteren noch zu verhandeln, doch liess die Stadt Bern sich die Gelegenheit nicht entgehen und preschte vor, indem es mit seinen lokalen Verbündeten wie etwa der Städte Solothurn und Biel (→Burgundische Eidgenossenschaft) zur Eroberung des Aargaus ansetzte und in kurzer Zeit ohne Mühe den Berner Aargau eroberte. Die aufgrund des Friedens mit Österreich zunächst noch zögernden Orte Zürich und Luzern zogen schnell nach, auch die Orte Schwyz, Unterwalden, Glarus und Zug folgten schnell, um den Bernern nicht zu viel überlassen zu müssen. Die Freien Ämter und die Grafschaft Baden wurden ebenfalls erobert und als Gemeine Herrschaft der sechs Orte verwaltet, also ohne Bern und das abseits gebliebene Uri.

### 1415–1417: 2. Territoriale Expansion: Reichskrieg in Rheintal und Vorarlberg
Friedrich VII. liess in dieser Situation die Gelegenheit ebenfalls nicht verstreichen und setzte im April 1415 zur Eroberung der bereits zuvor beanspruchten Gebiete im linksrheinischen Tal wie auch der rechtsrheinischen österreichischen Besitzungen im Walgau an. Im Unterschied zum eidgenössischen Unternehmen zogen sich die Auseinandersetzungen trotz der schnellen Versöhnung Friedrichs IV. mit dem König über zwei Jahre hin. Zur Sicherung im Westen erneuerte Friedrich das bestehende Burgrecht mit Zürich am 26. März 1416 auf Lebzeiten. Widerstand leisteten vor allem die Städte Feldkirch und Bludenz, welches am 30. April 1416 den flüchtigen Friedrich IV. aufgenommen hatte und einen Tag später über den Arlberg geleitete.
Die Stadt Feldkirch wurde 1415 von einem Koalitionsheer bestehend aus den Truppen des Toggenburgers, des Bischofs von Chur, von churrätischen Adeligen sowie Kontingenten aus den Städten St. Gallen und Lindau zur Kapitulation gezwungen; die Schattenburg konnte von den Habsburgern zunächst noch gehalten werden, musste aber angesichts eines aus Konstanz herangeschafften Wurfgeschützes nach Dauerbeschuss schliesslich aufgegeben werden. Nach kurzer Zeit wurde sie jedoch wieder von Getreuen des Herzogs zurückerobert und gehalten. Im Juli 1416 konnte der angereiste Herzog Ernst von Österreich (* um 1377; † 1424) gefahrlos auf der Schattenburg einziehen. Erst mit Hilfe Zürichs, des Churer Bischofs Johannes III. Ambundi, einigen Reichsstädten und zwei aus Zürich und Konstanz entlehnten Geschützen gelang 1417 die erneute Eroberung der Stadt Feldkirch mitsamt der Schattenburg.
Auch die Stadt Bludenz hatte nicht die Absicht, sich dem Toggenburger zu ergeben. Friedrichs Onkel mütterlicherseits, Graf Albrecht III. von Werdenberg-Heiligenberg († 1420) – der die kurzlebige Nebenlinie Werdenberg-Heiligenberg-Bludenz begründete – hielt dem Haus Habsburg insbesondere deshalb die Treue, weil er die Grafschaft Bludenz mit dem Montafon bereits 1394 auf Lebenszeit an Österreich verkauft hatte und den Übergang seiner Herrschaft an Habsburg–Österreich sicherzustellen hatte. Durch die Weigerung der Bludenzer, der Aufforderung des Königs nachzukommen, erhielt Albrecht III. eine Kriegserklärung König Sigismunds sowie einer ganzen Reihe der Bodenseestädte. Doch gelang ihm Abwendung der Eroberung von Bludenz; Graf Friedrich VII. erschien im Winter 1416/1417 mit seinem Aufgebot vor Bludenz, um die Huldigung der Bürger für den König zu erzwingen, unter der Drohung, mit dem Reichsheer zurückzukehren. Im Bewusstsein, dass König Sigismund wie auch Friedrich VII. selbst schlecht auf einen Krieg vorbereitet waren, und in Anbetracht der fortgeschrittenen Jahreszeit, lehnten die Bludenzer die Forderungen ab und Friedrich zog sich mit seinen Truppen zurück.
Des Widerstandes ungeachtet verlief der Reichskrieg von 1415 bis 1417 für Friedrich insgesamt erfolgreich. Als Dank für sein königliches Engagement wurden Friedrich VII. 1417 die linksrheinischen Herrschaften Rheineck, Rheintal und Kriessern (die spätere Vogtei Rheintal, seit 1415 als Reichspfand im Besitz der Edlen von Jungingen und Bodman) sowie die rechtsrheinische Grafschaft Feldkirch mitsamt der Herrschaft Jagdberg als Reichspfandschaften übertragen. Wie die Eidgenossen verweigerte Friedrich VII. eine Rückgabe der im Reichskrieg gemachten Eroberungen an Herzog Friedrich IV., wodurch sich der Machtbereich des Toggenburger Grafen ein weiteres Mal erheblich vergrösserte. Die Feldkircher Schattenburg, die 1415 und 1417 erneut teilweise zerstört wurde, wurde von Friedrich für seine feudale Hofhaltung umfangreich ausgebaut und künftig als Residenz genutzt.
1417 ging er einen ersten Landrechtsvertrag mit Schwyz ein, 1419 folgte ein solcher mit Glarus, womit er ein fortdauerndes gutes Einvernehmen mit diesen Orten erzielte.

### 1417–1424: Weitere Konfliktherde
Friedrich VII. hatte mit dem 1418 zum Churer Bischof gewählten Johannes IV. Naso (Naz) (* vor 1391; † 1440) ab 1421 bis 1435 wiederholt Rechtsstreitigkeiten auszutragen. Im Streit vom Juli 1421 zwischen dem Bischof und den Freiherren von Matsch nahm er Partei für letztere, wodurch er am Ende deren Güter im Schanfigg erhielt. Weitere Auseinandersetzungen um Güter in Churwalden (August 1423) und um Lehensrechte in Zizers (April 1430) gingen ebenfalls weitgehend zu Friedrichs Gunsten aus. Im November 1435 vermittelte er gemeinsam mit Friedrich von Hewen in einem Streit des Bischofs mit der Stadt Chur.
Nach dem Tod von Wilhelm VII. von Montfort 1422 war Friedrich dessen Tochter Elisabeth von Montfort-Bregenz, die über ihre Mutter Kunigunde und ihren Grossvater Donat von Toggenburg mit Friedrich verwandt war, durch ein Bündnis mit dem Grafen Johann von Lupfen bei der Einnahme der Stadt Bregenz behilflich. Der Hintergrund war ein fast zwanzig Jahre währender Erbtreit mit Elisabeths Onkel Hugo XIV. um die Erbnachfolge im Hause Montfort-Bregenz.

### 1424–1428: 3. Territoriale Expansion und Glarner Rechtsstreit
1424 gelang mit der Eingliederung der Herrschaft Dornbirn und dem Inneren Bregenzerwald die letzte territoriale Ausdehnung der Grafschaft Toggenburg. In der Folgezeit konzentrierte sich Friedrich VII. zunehmend auf deren Konsolidierung. Die seinerzeit toggenburgische Grafschaft Kyburg wurde im gleichen Jahr für 8'750 Gulden von König Sigismund als Reichspfand an Zürich übergeben.
Am 13. März 1428 wurde ein eidgenössisches Schiedsgericht in Zug abgehalten, um in einem Streitfall zwischen Friedrich VII. und der Stadt Zürich mit Glarus zu schlichten, die zuvor widerrechtlich toggenburgische und zürcherische Untertanen als Ausburger in ihr Landrecht aufnahmen. Es wurde entschieden, dass Glarus die aufgenommenen Eigenleute aus dem Landrecht zu entlassen hätte und diese straffrei in ihre angestammten Territorien zurückkehren können.

## 1428–1429: Appenzellerkrieg Teil 2: Beendigung des Krieges durch Friedrich VII.
Ende 1428 erfolgte eine der letzten militärischen Unternehmungen Friedrichs VII. Nach einem weiteren Rechtsstreit zwischen dem Fürstabt von St. Gallen und den Appenzellern – seit 1411 ein Zugewandter Ort der eidgenössischen sieben Orte – wurde 1421 ein eidgenössisches Schiedsgericht angerufen, das die Rechte der Abtei einschränkte und Appenzell die niedere Gerichtsbarkeit zusprach. Letzteres lehnte den Schiedsspruch jedoch ab, was die Verhängung der Reichsacht durch König Sigismund und 1426 Interdikt und Bann durch Abt Heinrich von Mansdorf nach sich zog. Am 22. November 1427 forderte der Reichstag von Frankfurt den Schwäbischen Städtebund und den süddeutschen Adel auf, im Namen des Reiches und der Kirche gegen Appenzell vorzugehen.
Am 10. Februar 1428 war Friedrich auf Lebzeiten ins Landrecht von Schwyz mit dem Versprechen eingetreten, dem Ort die toggenburgischen Anteile der March nach seinem Tod zu übergeben.
Friedrich VII. unternahm im Winter 1428 mit Unterstützung des Ritterbundes St. Jörgenschild einen Vorstoss gegen Appenzell, welcher durch weitere ungünstige Faktoren benachteiligt war: Die geopolitische Isolation Appenzells durch Friedrichs Expansionspolitik in den Jahren 1406 bis 1424 – insbesondere durch den Erwerb des Rheintals und der Herrschaft Windegg – welcher bestrebt war, die Einfälle der Appenzeller Richtung Rheintal und Vorarlberg zu unterbinden, stellte für die Appenzeller eine Bedrohung dar. Überhaupt fehlte die direkte Verbindung zu den Verbündeten Schwyz und Glarus, da Appenzell mittlerweile von Westen, Süden und Osten von toggenburgischem Territorium umgeben und nach Norden hin durch das fürstäbtische Gebiet begrenzt wurde, so dass Appenzell praktisch zur Gänze von nun feindlichem Gebiet eingekreist war. Vor allem fielen diese Verbündete nun weg, da neben Friedrich VII. diesmal auch den eidgenössischen Orten, insbesondere Zürich und Schwyz, der neuerliche Aufstand der Appenzeller äusserst unangenehm war; dies führte dazu, dass auch die ehemaligen Verbündeten Schwyz und Glarus die Seiten wechselte und die Intervention des Toggenburgers unterstützte, wodurch Appenzell aussenpolitisch vollkommen isoliert war.
Friedrichs Feldzug führte am 2. Dezember 1428 nach zwei vorangegangenen, gleichentags geführten Gefechten zu einem dritten, entscheidenden Gefecht bei Herisau an der Letzi bei Hueb, welches mit der Niederlage Appenzells endete. Appenzell wurde gezwungen, die eidgenössischen Schiedssprüche anzuerkennen, dem amtierenden Fürstabt Eglolf Blarer eine Entschädigung von 1000 Pfund Pfennigen zu entrichten und die jährlichen Abgabenpflichten gegenüber dem Kloster St. Gallen zu erfüllen. Appenzell behielt dafür sein eigenständiges Staatswesen und das Niedergericht und durfte das Bündnis mit den Eidgenossen beibehalten. Der Frieden zur endgültigen Beilegung des Appenzellerkriegs wurde am 26. Juli 1429 in Konstanz verbrieft.

## 1429–1436: Späteres Leben
1429 ging Friedrich ein Bündnis mit den Gemeinden des Gotteshausbundes ein, um den Frieden in seinen Besitztümern in Graubünden zu sichern. Von 1431 datiert eine Aktion gegen die Reichsstadt Konstanz, die die Stumpfsche Chronik folgendermassen beschrieb: «Graaff Friedrich von Togkenburg unterstund mit practick durch sein kriegsvolck zu schiff, zu ross und zu fuss die statt Constentz eynzenemen: die sach ward lautpracht und fürkommen, darmit zoch er ungeschaffet widerum ab».
Während den 1430er-Jahren wurde Friedrich wohl aufgrund seines fortschreitenden Alters und der unklaren Rechtslage zunehmend umworben; insbesondere Landammann Ital Reding aus Schwyz und der Zürcher Bürgermeister Rudolf Stüssi, der im Sommer 1433 von König Sigismund zum Ritter geschlagen wurde bemühten sich um Zusagen.
Stüssi versuchte vergeblich, von Friedrich VII. schon vor seinem Tod die Verschreibung der Herrschaften Uznach und Windegg an die Stadt Zürich zu erreichen. Friedrich wollte sich nicht binden und wich dem ungeduldigen Drängen Zürichs um Bezeichnung eines Erben – das ihn zunehmend verärgerte – aus (August, November 1432). Es war für Stüssi auch nicht hilfreich, dass sein Sohn Johans († 1467) als Gast auf der Schattenburg verweilte, wo er sich anscheinend höfische Sitten aneignen sollte; da ihm das offenbar nicht gelang, wurde er vom gräflichen Hof verlacht und nach Zürich zurückgeschickt. In der Folge war Reding mit seiner Territorialpolitik insgesamt erfolgreicher.
Am 7. September 1433 setzte Friedrich schliesslich seine Frau Elisabeth als Alleinerbin ein, doch liess er sein seit 1400 bestehendes Burgrecht mit Zürich immerhin noch einmal bestätigen.

## Tod und Grabschändung

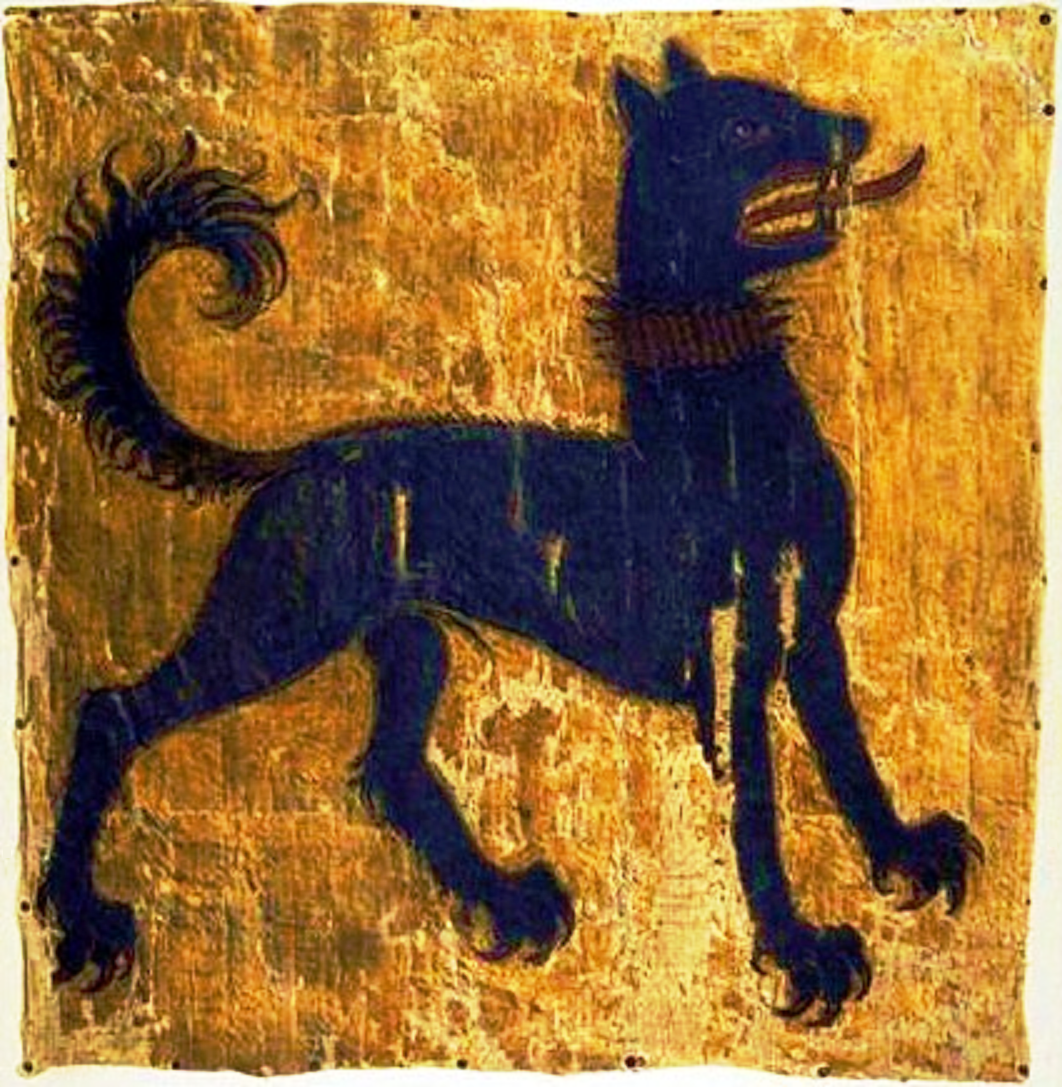
Totenfahne Graf Friedrichs VII. von Toggenburg.

Am 30. April 1436 starb Friedrich VII. auf der Schattenburg, wo er zunächst bestattet wurde. Gemäss einem Chronisten begrub man ihn mit «schild und speer und helm in fürstlicher gruft». Doch liess seine Witwe Elisabeth von Matsch, die sich 1442 ins Kloster Rüti zurückzog, die sterblichen Überreste Friedrichs dorthin überführen, um nach ihrem Tod neben ihm begraben zu werden. Friedrich verweilte zu Lebzeiten zeitweise mit seinem ganzen Hof im Kloster; seine Gebeine wurden in einer eigenen Gruft in der Vorhalle (Toggenburger Kapelle) der heutigen reformierten Kirche Rüti beigesetzt. Insgesamt sollen 15 Toggenburger Grafen und eine grössere Zahl anderer Adliger im Kloster Rüti ihre letzte Ruhestätte gefunden haben.
Als 1443 die Zürcher Landschaft nach Ausbruch des alten Zürichkriegs von marodierenden eidgenössischen Truppen heimgesucht wurde, musste Elisabeth mit dem Abt und Konvent aus dem Kloster nach Rapperswil flüchten. Das Kloster wurde von den eintreffenden Truppen verwüstet. Dabei wurde die Grabkapelle aufgebrochen und der verweste Leichnam Friedrichs ins Freie geschleppt, welcher in der Folge geschändet wurde. Man bewarf sich mit den Gebeinen und stopfte dem Leichnam einen Stein in die Mundhöhle. Auch die Totenfahne Friedrichs wurde als Trophäe nach Hause gebracht.
Die Klingenberger Chronik hierzu: «Die aidtgenossen nament ze Rüti in dem chloster all gloggen und alles das si funden, zerschluogent in dem Münster all helm und schilt und wurfend si hinuss. Si brachen die greber uff und truogent die todten lichnam heruss, Graaff Friedrichen von Togkenburg und schluogent im ain stain in den mund.»

## 1436–1439: Toggenburger Erbschaftsfrage und Eskalation

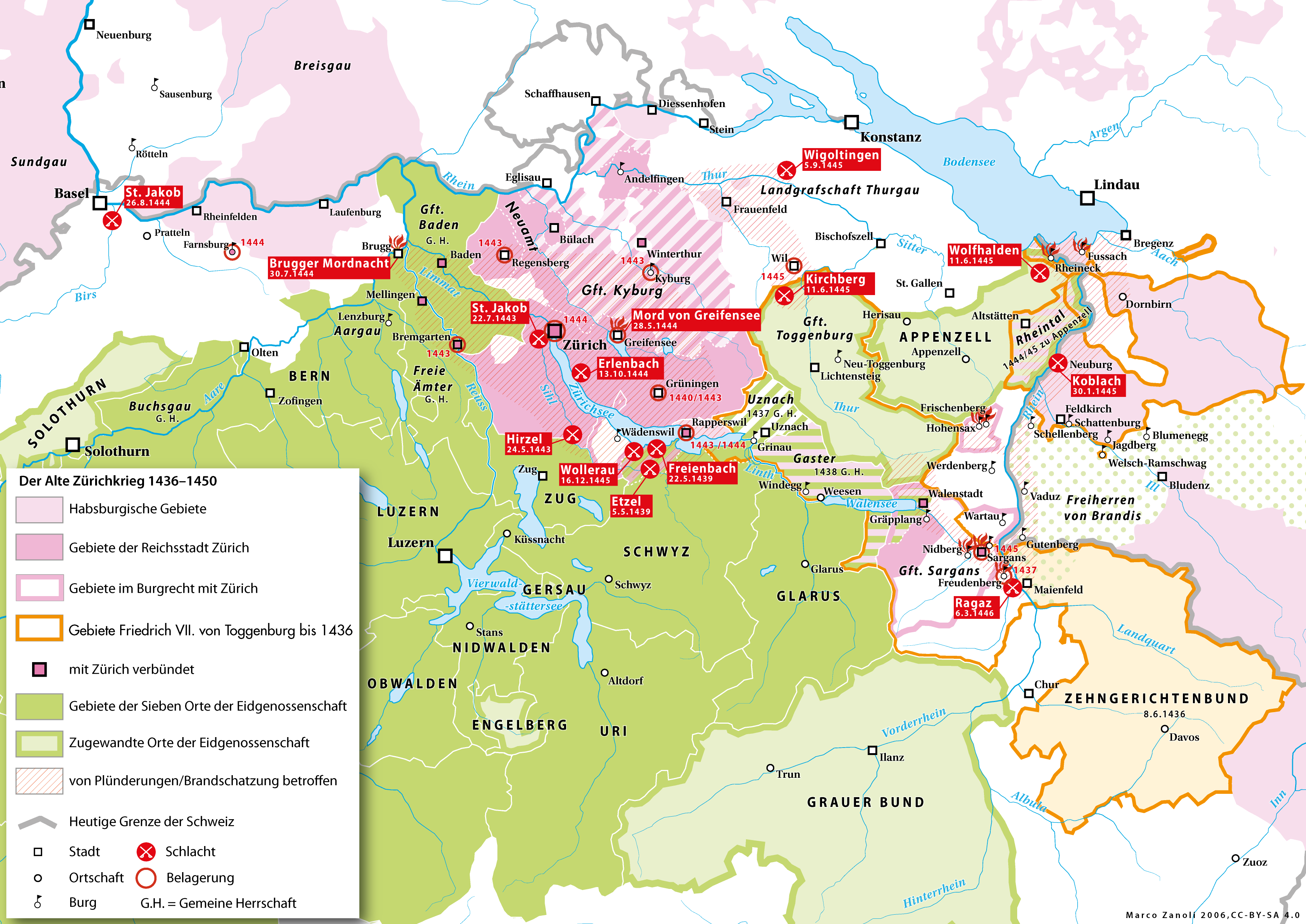
Übersichtskarte zum Alten Zürichkrieg. Das Herrschaftsgebiet Friedrichs VII. ist rot umrandet

Da die Ehe von Friedrich mit Elisabeth von Matsch kinderlos verlief, fehlte ein Erbnachfolger. Sein einziger Sohn Johann (Hans) von Toggenburg, der aus einer unehelichen Beziehung stammte, war nicht erbfähig. Seine einzige Schwester Ita von Toggenburg, die mit Graf Bernhard von Thierstein (* um 1385; † 1437) verheiratet war, verstarb bereits 1414, und auch die zwei Söhne aus dieser Ehe verstarben früh. Die einzige Tochter Susanna von Thierstein († 1460) war verheiratet mit Friedrich V. Schenk von Limpurg (* 1401; † 1474).
Friedrich unterliess es, ein rechtsgültiges Testament anzufertigen. 1433 hatte er seine Frau Elisabeth zwar als Universalerbin eingesetzt, doch machte den Erbanwärtern teilweise widersprüchliche Zusagen. Die den Schwyzern seit 1428 versprochene Obere March wurde nach Friedrichs Tod umgehend von Schwyz besetzt. Der Annexion dieses Gebietes wurde von keiner Seite widersprochen. Am 19. September 1436 einigte sich Elisabeth mit Herzog Friedrich IV. von Österreich über die Rückgabe aller ursprünglich habsburgischen Pfandschaften gegen eine Zahlung von 22′000 Gulden, so dass Feldkirch, Rheineck, Altstätten und das Rheintal, Sargans mit Walenstadt, Freudenberg, Nidberg sowie Windegg/Gaster mit Weesen zunächst an Habsburg zurückfielen. Am 31. Oktober 1436 trat Elisabeth wie drei Jahre zuvor vereinbart ins Zürcher Burgrecht auf 5 Jahre ein und versprach in einer zusätzlichen Urkunde, die Grafschaft Uznach, die neben den toggenburgischen Stammlanden an Hildebrand und Petermann von Raron gefallen war, an Zürich zu übergeben.
Dies wurde von Glarus und Schwyz jedoch hintertrieben, indem sie die Bewohner der Herrschaften Windegg (mit Billigung der Habsburger) und Uznach (mit Billigung der Freiherren von Raron) – welche den Zürchern den Huldigungseid verweigerten – in ihr Landrecht aufnahmen. Zürich begann daraufhin, ihrerseits Truppen an den Grenzen zu Schwyz und der Grafschaft Uznach zusammenzuziehen.
Aufgrund der unsicheren Lage versammelten sich die Landleute der toggenburgischen Stammlande im Dezember 1436 zur eigenen Landsgemeinde und traten mit Billigung der Herren von Raron ebenfalls ins Landrecht von Schwyz und Glarus ein. Umgekehrt verweigerten die Leute von Walenstadt die Rückkehr zu Österreich und gingen ein Burgrecht mit Zürich ein. Die Leute der Grafschaft Sargans – ausgenommen die Stadt Sargans – die über Österreich an Graf Heinrich II. von Werdenberg-Sargans kam, versagten diesem ebenfalls die Huldigung und traten am 21. Dezember ebenso ins Zürcher Burgrecht, worauf der Graf zur Rückgewinnung des Gebietes ins Schwyzer und Glarner Landrecht trat.
Am 24. Dezember besetzten letztere die Grafschaft Uznach militärisch, welche in der Folge von Petermann von Raron für insgesamt 2763 Gulden an Schwyz und Glarus verkauft wurde.
Durch Verhandlungen mit Österreich am Jahresende 1436 gelang es Schwyz und Glarus, Herzog Friedrich IV. dazu zu bewegen, auch noch mit den Leuten der Herrschaft Windegg, unter Vorbehalt der österreichischen Rechte, am 17. Januar 1437 ein Landrecht abzuschliessen. Diese wurde am 2. März 1438 von Friedrich IV. den beiden Länderorten verpfändet. Am 29. April 1437 erklärte Zürich Herzog Friedrich IV. den Krieg und eroberte in der Folge mit Hilfe des Churer Bischofs und den Sarganser Landleuten Sargans und die Herrschaften Nidberg und Freudenberg, wurden jedoch in der Folge von Schwyz und Glarus von dort wieder vertrieben.
Am 9. März 1437 überschrieb Elisabeth ihr Erbe ihrem Bruder Ulrich VI. († 1444) und ihrem Vetter Ulrich von Matsch mit der Auflage, es gerecht aufzuteilen. Sie verzichtete am 14. November endgültig auf ihr Erbe – wodurch Zürich in der Folge jede rechtliche Handhabe verlor – und die Grafschaft Toggenburg wurde unter den erbberechtigten Verwandten aufgeteilt.
Die vorarlbergischen Besitzungen und die im Rheintal verblieben bei Habsburg, wobei letztere zur Verwaltung an die Familie Paier übergeben wurde und 1445 schliesslich von Appenzell erobert wurde; der übrige rechtsrheinische Besitz an Thüring von Aarburg
Die bündnerischen Besitzungen aus der vazischen Erbschaft, die sich am 8. Juni 1436 zum Zehngerichtebund vereinigt hatten, gingen ohne Maienfeld an die Grafen Heinrich von Sax-Misox, Wilhelm VII. von Montfort, Wolfhard V. von Brandis und die Freiherren von Matsch.
Die folgende Tabelle soll einen Überblick über die Aufteilung der ehemaligen Grafschaft Toggenburg liefern:
| Gebiet                              | fiel an                                       | Weiteres Schicksal |
| ----------------------------------- | --------------------------------------------- | --- |
| Grafschaft Toggenburg               | Freiherren Petermann und Hildebrand von Raron | Ab 1437 von Petermann von Raron regiert und Ende 1468 an die Fürstabtei St. Gallen verkauft |
| Grafschaft Uznach                   | Schwyz und Glarus                             | Ab 1437 als zweiörtige Gemeine Herrschaft verwaltet |
| Herrschaft Windegg                  | Schwyz und Glarus                             | Ab 1437 als zweiörtige Gemeine Herrschaft verwaltet. |
| Obere March                         | Schwyz                                        | 1436 von Schwyz annektiert und diesem Kanton eingegliedert |
| Grafschaft Sargans                  | Graf Heinrich II. von Werdenberg–Heiligenberg | 1437 von im Landrecht von Schwyz und Glarus stehenden Grafen zurückgelöst. 1482/83 an die VII Orte der Alten Eidgenossenschaft (ohne Bern) und als Gemeine Herrschaft verwaltet                               |
| Grafschaft Feldkirch                | Herzog Friedrich IV. von Österreich           | 1437 an Habsburg zurück; der übrige rechtsrheinische Besitz fiel an Thüring von Aarburg |
| Herrschaft Rheintal                 | Herzog Friedrich IV. von Österreich           | 1437 an Habsburg zurück. 1445 eroberte Appenzell diese Gebiete, doch wurden sie ab 1491 von den VII eidgenössischen Orten übernommen (ohne Bern) und als Gemeine Herrschaft verwaltet (ab 1500 mit Appenzell) |
| Maienfeld und Jenins                | Freiherr Wolfhard V. von Brandis              | 1436 Bestandteil des Zehngerichtebunds |
| Vorderes Prättigau                  | Freiherren von Matsch                         | 1436 Bestandteil des Zehngerichtebunds |
| Klosters, Davos und die Lenzerheide | Graf Wilhelm VII. von Montfort                | 1436 Bestandteil des Zehngerichtebunds |
| Übrige Vazische Gebiete             | Graf Heinrich von Sax-Misox                   | 1436 Bestandteil des Zehngerichtebunds |

Obschon die Verteilung des Toggenburger Erbes damit zu einem guten Teil geklärt war, waren die strittigen territorialen Fragen insbesondere wegen Windegg, Uznach und Sargans letztlich der Auslöser des Alten Zürichkriegs, wenn auch nicht die Ursache; Die latente Rivalität zwischen Zürich und Schwyz reichte bereits Jahrzehnte zurück und entlud sich nach vorangegangenen Feindseligkeiten erstmals am 5. Mai 1439 im Gefecht am Etzel, wobei ein Ausbruch des Krieges auf Vermittlung der Eidgenossen vorerst noch abgewendet werden konnte. Nach einem militärischen Zwischenspiel im November 1440 und der Parteinahme 1442 des Habsburgers Friedrichs V. – der als Friedrich III. inzwischen zum Kaiser gewählt wurde – für Zürich, weitete sich der Zürichkrieg in den Jahren 1443 bis 1446 zu einem Flächenbrand aus, der vom Elsass über die Bodenseegegend bis hin nach Graubünden geführt wurde. Aufgrund der Kriegsmüdigkeit beider Seiten wurden die Kampfhandlungen 1446 eingestellt, obschon sich die Friedensverhandlungen noch bis 1450 hinzogen.

## Bewertung

### Persönlichkeit und Ruf
Friedrich VII. wurde vor allem wegen seiner Macht- und Bündnispolitik und wegen seiner Kinderlosigkeit berühmt. Er wurde bereits von den Zeitgenossen in verschiedenen Quellen als kluger und klardenkender Mann beschrieben, der auf der anderen Seite auch verschiedentlich als ehrgeiziger, skrupelloser und misstrauischer Machtpolitiker verschrien war. Die Bürger etwa der Stadt Feldkirch beklagten sich über die Frondienste und die finanziellen Ausbeutung durch den Grafen für den Wiederauf- und Ausbau der 1406, 1415 und 1417 dreimal zerstörten Schattenburg sowie auch über die Kosten für dessen teure Hofhaltung.
Die Klingenberger Chronik schrieb: «Friederich VII. was ain unfridlich man und seinen armen lüten ein herter Herr, wan er strafft si an lib und an guot, si wärint sin pfand oder aigen, und hat kain erbermd über si was guot antraf, wan er was daruf genaigt. Also tät er den sinen grossen trang an, und hat si och in grosser maisterschafft. Doch hat er die sinen sunst in guotem frid und schirm vor andren lüten.» («Friedrich VII. war ein unruhiger Mann und seinen Untertanen ein harter Herr, denn er strafte sie an Leib und Gut, sie waren seine Pfand- oder Eigenleute, und hatte kein Erbarmen mit seinen Leuten, wenn es sein Gut betraf, denn er war darauf erpicht. Also brachte er die Seinen in grosse Bedrängnis, und hielt sie auch in strenger Zucht. Doch hielt er die Seinen sonst in gutem Frieden und Schutz vor anderen Leuten»)
Das Necrologium des Klosters Pfäfers beschrieb Friedrich VII. als «der mächtigste Fürst und namhaft guotsherr in tütschen Landen». Ohne Zweifel galt er in der Schweiz in seinen letzten Lebensjahren als der mächtigste und reichste Feudalherr seiner Zeit und er war durch seine kluge Territorial- und Bündnispolitik – sowie seiner Finanzkräftigkeit – bei seinen Nachbarn insgesamt angesehen und umworben.
Für die Nachwelt behielt Friedrich VII. auch einen Namen als Auftraggeber der Toggenburger Weltchronik, die ein unbekannter Maler und Grafiker mit dem Notnamen Konstanzer Meister mit Illuminationen ausstattete.

### Schuldfrage Alter Zürichkrieg
Das bezüglich der Person Friedrich VII. am kontroversesten diskutierte Thema dürfte das Ausbleiben eines klaren Rechtsnachlasses und seine damit verbundene Mitschuld am Ausbruch des Alten Zürichkriegs sein. Bereits von den Zeitgenossen und später in der eidgenössischen Geschichtsschreibung wurde um die Kriegsschuldfrage mitunter heftig gestritten, und auch die neuere Geschichtsschreibung befasst sich immer noch damit. In der zu der Schwyzer Sichtweise neigenden eidgenössischen Geschichtsschreibung des 18. Jahrhunderts wurden als Einzelpersonen neben Friedrich auch der Zürcher Bürgermeister Stüssi und Kaiser Friedrichs III. als Hauptschuldige genannt; auf der Gegenseite dürfte dagegen Ital Reding am häufigsten genannt worden sein.
Friedrich wurde im Zusammenhang mit dem Zürichkrieg mitunter als verwerflicher, berechnender und vom Leben enttäuschter Mann beschrieben, der nur die Zerstörung der noch jungen, verhassten Eidgenossenschaft im Sinn gehabt haben soll und es deswegen unterlassen habe, eindeutige Verfügungen zu erlassen. Auch wurde angeführt, ihm sei an einer ungeschmälerten Erhaltung seines Territoriums gar nichts gelegen und er habe die undankbare Aufgabe der Erbteilung den Erbanwärtern überlassen.
Diese Vorwürfe sind nach heutiger Sichtweise nicht mehr haltbar, da Friedrich die auf seinen Tod folgenden Ereignisse unmöglich hätte vorhersehen konnte. Die territorialen Rechtsverwicklungen und mannigfaltigen Bündnisverflechtungen im ausgehenden Mittelalter waren ausserordentlich komplex. Die Grafschaft Toggenburg im speziellen Fall war ein äusserst heterogenes Gebilde, dessen Glieder ihre individuellen Rechte und Freiheiten ihrerseits verteidigten und durch eigene Bündnisse zu verfestigen suchten. Als eine Konstante in Friedrichs Aussenpolitik kann man sicherlich das Lavieren zwischen den aufstrebenden Eidgenossen, der Herrschaft Österreich und seinen eigenen Untertanen bezeichnen, in der Absicht, seine Herrschaft von deren Konflikten nicht gefährden zu lassen. Friedrich war stets bemüht, sich nicht zu stark an eine Seite zu binden, um seine anderen Nachbarn nicht zu verprellen. In seinen letzten Lebensjahren schien er sich aber zunehmend den eidgenössischen Orten zu- und von den Habsburgern abzuwenden; insbesondere mit Schwyz, Glarus, Zürich und auch Bern pflegte er insgesamt freundschaftliche Beziehungen, so dass nicht von einer gewollten Zerstörung der Eidgenossen ausgegangen werden kann.
Die Forschung ist sich heute einig, dass die Ursachen des Alten Zürichkriegs wesentlich vielschichtiger sind und keinesfalls auf den territorialen Streit zwischen zwei eidgenössischen Orten oder die Schuld einer einzelnen Person reduzieren lassen. Zudem weitete sich der Krieg ab 1443 durch den Kriegseintritt Kaiser Friedrichs III. und ab 1444 durch die Intervention des französischen Königs Karl VII. und weiteren Beteiligten massiv aus. Bei den Interessenkonflikten aller spielten jedenfalls machtpolitische, gesellschaftliche, ständische und ideologische Überlegungen und darüber hinaus auch wirtschaftliche Zwänge (etwa Handelsembargos, die Missernten der 1430er Jahre) eine Rolle.

### Nachwirkungen
Mit Sicherheit war Friedrich VII. ein sachlicher, entschlossener Machtpolitiker, der es verstand, aussenpolitische Gelegenheiten zu erkennen und zu seinem Vorteil zu nutzen. Er war zu seiner Zeit praktisch der letzte Feudale in der Schweiz, der nicht unter chronischen Geldsorgen litt, was ihm eine flexible Politik ermöglichte. Aussenpolitisch entfaltete er eine rege Vermittlertätigkeit, wodurch er einen stabilisierenden Einfluss auf die Region ausübte. Es darf auch nicht ausser Acht gelassen, dass es ihm gelang, in seiner Regierungszeit die Fläche seines Territoriums praktisch zu verdoppeln und so seinen ohnehin beträchtlichen Einfluss in der Region erheblich zu vergrössern. Das Fehlen seiner diplomatischen Verbindungen nach seinem Ableben mag nebst dem politischen und territorialen Machtvakuum mit ein Grund für den Ausbruch des Krieges gewesen sein.
Der Einfluss der langjährigen stabilen Herrschaft Graf Friedrichs auf die Region kann kaum überschätzt werden; die langfristigen territorialen und geopolitischen Auswirkungen der Appenzellerkriege, des Reichskriegs gegen Friedrich IV., der Veränderung der politischen Landschaft durch seine eigene territoriale Expansionspolitik und vor allem auch der nach seinem Tod ausgebrochene Alte Zürichkrieg war für die Entstehung der Alten Eidgenossenschaft von herausragender Bedeutung. Die Eidgenossenschaft war zu dieser Zeit im Grunde noch kein gefestigtes Gebilde und erst das Ergebnis des Zürichkriegs führte zu einer gewissen Verbindlichkeit der Mitglieder untereinander. Als Folge der Krisenjahre von 1436 bis 1450 wurde in der zweiten Hälfte des 15. Jahrhunderts der eidgenössische Einfluss auf die Ostschweiz so gross, dass bis zum Jahrhundertende die meisten Adeligen der Region zurückgedrängt wurden. Insbesondere den Habsburger Herzögen wurde in dieser Zeit nahezu sämtlicher Besitz in der heutigen Schweiz abgenommen. Die zukünftigen Grenzziehungen gerade im Hinblick auf den Alpenrhein als zukünftige Staatsgrenze zwischen der Schweiz, Österreich und Liechtenstein hatten ihren Ursprung in der Verteilung der Toggenburger Erbmasse und letztlich auch im Alten Zürichkrieg.

## Genealogie

### Vorfahren
|  |                                                                   |  |  |  |  |  |  |  |  |  |  |  |  |
|  | Friedrich IV. von Toggenburg († 1315)                             |  |  |  |  |  |  |  |  |  |  |  |  |
|  |                                                                   |  |  |  |  |  |  |  |  |  |  |  |  |
|  |                                                                   |  |  |  |  |  |  |  |  |  |  |  |  |
|  | Friedrich V. von Toggenburg (* um 1304; † 1364)                   |  |  |  |  |  |  |  |  |  |  |  |  |
|  |                                                                   |  |  |  |  |  |  |  |  |  |  |  |  |
|  |                                                                   |  |  |  |  |  |  |  |  |  |  |  |  |
|  | Ita von Froburg-Homberg († 1328)                                  |  |  |  |  |  |  |  |  |  |  |  |  |
|  |                                                                   |  |  |  |  |  |  |  |  |  |  |  |  |
|  |                                                                   |  |  |  |  |  |  |  |  |  |  |  |  |
|  | Diethelm VI. von Toggenburg (* 1353; † 1385)                      |  |  |  |  |  |  |  |  |  |  |  |  |
|  |                                                                   |  |  |  |  |  |  |  |  |  |  |  |  |
|  |                                                                   |  |  |  |  |  |  |  |  |  |  |  |  |
|  | Donat von Vaz (* um 1280)                                         |  |  |  |  |  |  |  |  |  |  |  |  |
|  |                                                                   |  |  |  |  |  |  |  |  |  |  |  |  |
|  |                                                                   |  |  |  |  |  |  |  |  |  |  |  |  |
|  | Kunigunde von Vaz (* um 1308; † 1364)                             |  |  |  |  |  |  |  |  |  |  |  |  |
|  |                                                                   |  |  |  |  |  |  |  |  |  |  |  |  |
|  |                                                                   |  |  |  |  |  |  |  |  |  |  |  |  |
|  | Guta von Ochsenstein (* um 1266; † 1335)                          |  |  |  |  |  |  |  |  |  |  |  |  |
|  |                                                                   |  |  |  |  |  |  |  |  |  |  |  |  |
|  |                                                                   |  |  |  |  |  |  |  |  |  |  |  |  |
|  | Friedrich VII. von Toggenburg (* um 1370; † 1436)                 |  |  |  |  |  |  |  |  |  |  |  |  |
|  |                                                                   |  |  |  |  |  |  |  |  |  |  |  |  |
|  |                                                                   |  |  |  |  |  |  |  |  |  |  |  |  |
|  | Albrecht I. von Werdenberg-Heiligenberg (* vor 1308; † nach 1364) |  |  |  |  |  |  |  |  |  |  |  |  |
|  |                                                                   |  |  |  |  |  |  |  |  |  |  |  |  |
|  |                                                                   |  |  |  |  |  |  |  |  |  |  |  |  |
|  | Albrecht II. von Werdenberg-Heiligenberg (* um 1330; † 1373)      |  |  |  |  |  |  |  |  |  |  |  |  |
|  |                                                                   |  |  |  |  |  |  |  |  |  |  |  |  |
|  |                                                                   |  |  |  |  |  |  |  |  |  |  |  |  |
|  | Katharina von Kyburg (* vor 1313; † nach 1342)                    |  |  |  |  |  |  |  |  |  |  |  |  |
|  |                                                                   |  |  |  |  |  |  |  |  |  |  |  |  |
|  |                                                                   |  |  |  |  |  |  |  |  |  |  |  |  |
|  | Katharina von Werdenberg-Heiligenberg (* um 1374; † nach 1439)    |  |  |  |  |  |  |  |  |  |  |  |  |
|  |                                                                   |  |  |  |  |  |  |  |  |  |  |  |  |
|  |                                                                   |  |  |  |  |  |  |  |  |  |  |  |  |
|  | Friedrich von Hohenzollern-Nürnberg (* um 1287; † 1332)           |  |  |  |  |  |  |  |  |  |  |  |  |
|  |                                                                   |  |  |  |  |  |  |  |  |  |  |  |  |
|  |                                                                   |  |  |  |  |  |  |  |  |  |  |  |  |
|  | Agnes von Hohenzollern-Nürnberg (* um 1330; † 1364)               |  |  |  |  |  |  |  |  |  |  |  |  |
|  |                                                                   |  |  |  |  |  |  |  |  |  |  |  |  |
|  |                                                                   |  |  |  |  |  |  |  |  |  |  |  |  |
|  | Margareta von Görz († 1348)                                       |  |  |  |  |  |  |  |  |  |  |  |  |
|  |                                                                   |  |  |  |  |  |  |  |  |  |  |  |  |
|  |                                                                   |  |  |  |  |  |  |  |  |  |  |  |  |